# 19 nivôse
19 frimaire 19 pluviôse
Le nonidi 19 nivôse, officiellement dénommé jour du marbre, est le 109e jour de l'année du calendrier républicain.
C'était généralement le 8e jour du mois de janvier dans le calendrier grégorien.